# Geis
En la mitología y folclore de Irlanda, un geis (pronunciación Irlandesa: [ɟɛʃ] ; Inglés: / ɡɛʃ / ; geasa en plural) es un tabú peculiar, ya sea de obligación o prohibición, similar a estar bajo un voto o juramento o bajo una maldición, si bien no romperlos puede traer también poder y bendiciones. También se acepta el término «geas» de la ortografía gaélico escocés. El término se usa también para referirse específicamente a un hechizo que prohíbe alguna acción. Los geasa son comunes en el folclore y mitologías irlandesas y escocesas, y han sido usados en la ficción fantástica moderna en el idioma inglés.

## Geasa en la mitología irlandesa
Un geis se puede comparar con una maldición o, paradójicamente, un regalo o una bendición. Si alguien bajo el dominio de un geis viola el tabú asociado a este, el infractor sufrirá la deshonra o incluso la muerte. Por otro lado, la observación de la propia geasa se cree que otorga poder. A menudo son las mujeres las que ponen los geasa a los hombres como un conjuro o sortilegio. En algunos casos la mujer resulta ser una diosa o una figura soberana.
A menudo el geis es un elemento clave en los cuentos de héroes, como el de Cúchulainn en la mitología irlandesa. Tradicionalmente, el destino de los héroes se manifiesta por violar sus geis, ya sea por accidente o por haber otros geasa, y a continuación el héroe se coloca en una posición donde no tienen más opción que violar una geis a fin de mantener otra. Por ejemplo, Cúchulainn tiene un geis que le prohíbe comer carne de perro, y él también está obligado por otro geis a comer cualquier alimento que le ofrece una mujer. Cuando una bruja le ofrece carne de perro, no tiene manera de salir de la situación indemne sin romper alguno de sus geasa, lo que le conduce a su muerte.
Un geis beneficioso podría implicar una profecía que una persona iba a morir de una manera particular, los detalles de su muerte en la visión pueden ser tan extraños que la persona podría evitar su suerte durante muchos años.

## Mitología galesa
Hay una gran similitud entre geasa (que son un fenómeno de la mitología gaélica) y la muerte anunciada de los héroes en la mitología galesa. Esto no es sorprendente teniendo en cuenta los orígenes de muchas de las variantes de la mitología celta. 
Por ejemplo, el héroe galés Lleu Llaw Gyffes (en una versión de su historia) estaba destinado a morir "ni durante el día o la noche, ni en interiores o al aire libre, ni montando a caballo, ni caminando, ni vestido y ni desnudo, ni por cualquier arma legalmente hecha". Él estuvo a salvo hasta que su esposa, Blodeuwedd, aprendiéndose estas condiciones predichas, lo convenció para mostrarle la forma en que teóricamente se podría salir de un río en la orilla al abrigo de un techo y poner un pie en una cabra, y así sucesivamente, lo que permitió las condiciones que le permitieron ser asesinado.

## Paralelos de la literatura inglesa
Prohibiciones y tabúes similares a geasa también se encuentran en literatura inglesa más reciente, aunque no se describen como geasa en esos textos. Por ejemplo, en Macbeth de William Shakespeare, Macbeth se cree seguro porque "ningún hombre nacido de una mujer dañaría a Macbeth". Macduff, un enemigo, aparece "desde el desgarro prematuro del vientre de su madre" (es decir, nacido por cesárea) y no fue por lo tanto "nacido de mujer".
Clark Ashton Smith una vez incluyó el término en su cuento "Los siete Geases", en la que un mortal necio vaga muy cerca de la casa de un brujo, y se le castiga con una prueba para servir como ofrenda a un dios antiguo, el que posteriormente le coloca otro geis para llegar a otro destino y así sucesivamente, hasta que el hombre se ve afectado a través de siete diferentes geases y finalmente encuentra a su fin. 
En un cuento de fantasía de 1964, "Un caso de identidad" de Randall Garrett, uno de los personajes, un psicópata homicida por naturaleza es mentalmente sujeto por un hechizo llamado "gesta", que lo obliga a limitar sus actividades a las que no sean peligrosas para sus semejantes.

## En la cultura popular
Hay un hechizo en el popular juego de rol Dungeons & Dragons llamado Geas/empeño, que obliga a los sujetos a perseguir un objetivo determinado. 
En el anime Code Geass hay un poder llamado Geass similar al geis. Las similitudes son que actúa simultáneamente como una maldición y bendición, y que además es una mujer (C.C.) la que le otorga este poder a un hombre (Lelouch).
En el anime Tsubasa: RESERVoir CHRoNiCLE el mago Fye D. Flowright posee un geis que le obliga a asesinar a las personas que tengan un poder mágico superior al suyo, por lo que mata a la princesa Sakura cuando ella libera un poder que cumple con dichas condiciones.
En la novela Halo: Cryptum, el término gesta se utiliza para describir un método precursor de la programación de memorias genéticas o comandos en un ser viviente. Dos seres humanos tiene una gesta programado en su ADN en el que tenía que cantar una canción desconocida para ellos a fin de activar un programa de seguridad Forerunner.